# IM증권
iM증권은 iM금융그룹 계열 증권회사이다.

## 연혁
- 1989년 10월 : 제일투자신탁 설립.
- 1997년 2월 : 최대주주가 부산상공회의소에서 강병중으로 변경.
- 1997년 12월 : 최대주주가 강병중에서 제일제당으로 변경.
- 1998년 2월 : 부산광역시 동래구 온천동으로 본점 이전.
- 1999년 1월 : 제일투자신탁에서 제일투자신탁증권으로 사명 변경.
- 1999년 3월 : 증권회사 전환 및 제일투자신탁운용 분리
- 2001년 12월 : 제일투자신탁증권에서 제일투자증권으로 사명 변경.
- 2004년 8월 : 제일투자증권에서 CJ투자증권으로 사명 변경.
- 2008년 9월 : CJ투자증권에서 하이투자증권으로 사명 변경.
- 2018년 10월 : DGB금융지주 계열사 편입.
- 2024년 8월 : 하이투자증권에서 iM증권으로 사명 변경.